# Pogranicze (obszar)
Pogranicze – obszar położony blisko granicy oddzielającej terytoria różniące się pod pewnymi cechami. Najczęściej chodzi tu o granice państwowe. Na obszarach pogranicza obserwuje się przemieszanie pewnych cech, w tym kultur, z obu sąsiadujących ze sobą obszarów.
W I Rzeczypospolitej dla określenia wschodniego pogranicza używano terminu „Kresy”, a w II Rzeczypospolitej Kresy Wschodnie, czyli województwa położone na wschód od linii Curzona. W Czechach dla określenia części czeskiego pogranicza (tzw. Kraj Sudetów, niem. Sudetenland, czes. Sudety) zamieszkanego do 1945 r. przez Niemców sudeckich. W Stanach Zjednoczonych w XVIII i XIX wieku mianem pogranicza (ang. Frontier) nazywano obszary jeszcze nieskolonizowane, bądź znajdujące się w trakcie kolonizacji.